# Three Sisters' Story
Three Sisters' Story (三姉妹 Sanshimai?,  Tres Hermanas) es una novela visual bishōjo de corte eroge japonés. Fue publicado en 1996 por Sakura Soft, y funciona bajo plataforma NEC PC-9801, DOS, Windows 98, ME, 2000 y XP. Fue traducido al inglés por JAST USA, y relanzado para los sistemas modernos de Windows en 2002 como parte de JAST USA Memorial Pack, junto con Season of Sakura y Runaway City. En junio de 2012 el juego volvió a salir como parte de la compilación JAST USA Memorial Collection Special Edition.

## Jugabilidad
El modo de juego es el estándar para una novela visual. El jugador lee el texto en la parte inferior de la pantalla, que se acompaña de imágenes estáticas. Un número de opciones se realizan durante el curso del juego, permitiendo al jugador dirigir el personaje principal a través de la trama, y en los encuentros sexuales con Yuki, Emi o Risa, los tres personajes femeninos principales, así como con una serie de otras mujeres.

## Historia
Koichi y Eiichi son dos hermanos que fueron separados después del suicidio de su padre y el colapso de su negocio. Diez años más tarde, Eiichi encuentra a Koichi, y le dice que toda su mala suerte fue a causa de un hombre llamado Okamura. Eiichi ahora es rico y tiene el control sobre una empresa importante, y apoya financieramente a su hermano, que vive cerca de las hijas de Okamura. Eiichi Okamura ha llevado a la quiebra y lejos de sus tres hijas, Yuki, Emi y Risa. Koichi empiece a investigar sobre las hijas Okamura, pero él se enamora de una de las hermanas, Emi, y comienza una relación con ella.
En el transcurso de unos días, Koichi descubre la secreta ambición de su hermano, totalmente absorbido por su deseo de dinero: Eiichi está obligando a las mujeres a ejercer la prostitución. Eiichi, que quiere vengarse a toda costa contra los Okamura, comienza a perseguirlos: le ofrece trabajo a Yuki, la mayor, en una especie de bikini-bar, ella está de acuerdo, debido al problema financiero de los Okamuras. Eiichi también da la ropa interior de Risa, la más joven, y secuestra a Emi. Esto lleva a Koichi a su vez contra su hermano y de infiltrarse en su oficina a su rescate. Después de rescatarla, habrá varios finales posibles, dependiendo de si el jugador optó por tener relaciones sexuales con Risa, Yuki, sus compañeras de escuela, o alguna combinación de las anteriores. Si no lo hizo, a continuación, Koichi sobrevive después de que el edificio se incendia. Eiichi se quema hasta la muerte en el interior del edificio, tratando de mantener el dinero con él. Emi le confiesa su amor a Koichi, y las tres hermanas regresan a la casa de su padre.